# Ropinirol
Ropinirolul este un medicament antiparkinsonian derivat de indol și este utilizat în tratamentul bolii Parkinson. Calea de administrare disponibilă este cea orală. Este un agonist al receptorilor dopamiergici de tipul D2, D3 și D4.
Molecula a fost aprobată pentru uz medical în Statele Unite ale Americii în anul 1997.

## Utilizări medicale
Ropinirolul este utilizat în tratamentul bolii Parkinson, în forma idiopatică, ca monoterapie (fără levodopa) sau în asociere cu levodopa.